# 埃里希·哈特曼
埃里希·阿尔弗雷德·哈特曼（德語：Erich Alfred "Bubi" Hartmann；1922年4月19日—1993年9月20日），是第二次世界大战时期德国空军和冷戰時期西德聯邦國防軍空軍的战斗机飞行员。由于他平易近人的开朗作风，仍未脱离稚气的脸庞以及一头纯正的金发，周围的人都把他称为了“小孩”（Bubi）。哈特曼从1941年加入了“第52战斗机联队”（JG 52）到1945年5月正式投降为止一共击落了352架被核实的战果，荣获仅授予来自全部军种共27人的“钻石橡叶带剑铁十字勋章”，并且成为世界空战史上击落最多敌机的王牌飞行员。因为一度把引擎盖周围漆成了黑色郁金香图样，使得有些苏联红军飞行员把他称为了“来自南方的黑色魔鬼”，他也喜欢在自己的座机（大部分为不同型号的“梅塞施密特”Bf－109）上涂上印有自己女友别名“Ursel/Usch”（乌尔苏）的红色爱心射箭图案。
哈特曼在实战中总结了一套完全不同于过去“盘旋－远距离开火”的“观察－判断－攻击－脱离或暂停攻击”战术，他一共执行了1404次战斗任务，交战了825次，外加14次的迫降经历，从未让一名自己的僚机丧生。

## 早年

### 出生
1922年4月19日，埃里希·阿尔弗雷德·哈特曼出生于离斯图加特不远符腾堡的魏萨，他的父亲阿尔弗雷德曾经作为军医参加了第一次世界大战。由于战后的通货膨胀，食物短缺外加经济与政治的动荡，他父亲的一位在上海工作的外交官亲戚一度建议他们全家都搬到中国来行医。阿尔弗雷德起初一个人独自来到了湖南省长沙市的湘江旁开办了一家小诊所，作为当地的唯一一位西医，他的生意起初也非常顺利。1925年，在基本安定了下来以后哈特曼随着全家搬到了橘子洲上居住。1927年，國民革命軍北伐到達長沙，“反殖民”和“反洋鬼子”运动相继在中国各地展开，哈特曼家虽然受到了自己的诊所和作为德国人身份（德国当时在中国没有太多的殖民势力）的保护，但是当阿尔弗雷德在看到了三名当地的英国人被枭首示众的头颅后马上决定把全家送回到德国。七岁半的埃里希和小他一岁的小阿尔弗雷德与母亲搭上了西伯利亚铁路，三个人在莫斯科停转站的时候差点因为母亲伊丽莎白下车买食物而丢散，当时两个人说的德语还不太流利，而哈特曼只能安慰着早已惊慌失措的小阿尔弗雷德直到几乎没赶上列车发车的母亲回来找到了他们。过了半年后，独自生活在中国的父亲重新想让已经定居在斯图加特旁边魏尔伊姆申布的全家回到远东，但是伊丽莎白拒绝了他的要求，阿尔弗雷德随即也回到了德国。

### 少年时代
在维尔时期的哈特曼曾用木框加上一点织布蒙皮站在了谷仓顶端往下跳以尝试飞行。1930年，他的母亲拿到了当地飞行俱乐部的柯勒姆Kl－27轻型双人机的私人飞行驾照，但是因为1932年的大萧条不得不转卖了这架飞机。1933年，阿道夫·希特勒在夺权后强调了在全国各地设立各种飞行俱乐部。1936年，伊丽莎白在维尔·伊姆·舒布赫成立了一个“滑翔机俱乐部”，其后在母亲的鼓励下获得了滑翔机证书，后来成为了“希特勒青年飞行团”的指导员。哈特曼在读书时期也曾非常喜欢于滑雪。1939年9月1日，第二次世界大战正式在欧洲爆发。同年10月，十七岁的哈特曼遇到了他的第一个女友，同时也是他未来妻子的乌尔苏拉·帕叙（Ursula Paetsch）。一天在放学的路中，骑着自行车的哈特曼冲到了当时十五岁的乌尔苏拉和她朋友的面前自我介绍到，“我叫埃里希·哈特曼”。起初对方的父母因为年龄等问题反对过他们的恋情，然而两个人形影不离的日子（如每个星期一起偷偷去参加舞蹈课程）渐渐打消了各自家长的质疑。

## 进入空军
1940年4月，高中毕业的哈特曼意识到将来不得不加入军队，此时对他来说最明智的选择还是空军。然而老阿尔弗雷德觉得这场战争对德国没有好处，他告诉了哈特曼在战争结束后应该还有时间重新学医。1940年10月15日，哈特曼进入了位于纽库伦（Neukuhren）的空军第十训练团进行基础训练，其中包括了航空史，飞行原理和发动机的使用，设计构造，空气动力学，材料学和气象学等。1941年3月，加入了位于柏林加托夫飞行空战第二学校（Luftkriegsschule II）。3月24日，正式开始了单人飞行。10月15日，进入了高级训练课程。1942年1月31日，在完成了基础训练后他被调转到了位于第布斯特（Zerbst/Anhault）的战斗机学校，也是在这里他第一次接触到了今后将陪伴他度过整场战争的“梅塞施密特”Bf－109。在到战斗机学校之前，哈特曼已经驾驶过十七种飞机，当时在第布斯特的主要机型为Bf－109E4“埃米尔”。哈特曼认为自己在远距离射击上并不优秀，他更加倾向于选择近距离射击。1942年6月30日，哈特曼的BF－109D在他的第一次空中拖靶射击中用五十发七点九二毫米的机关枪打中了二十四发目标（事后有学校单位传出有人不愿意担任他的拖靶机的说法，认为有可能被子弹误击）。1942年8月24日，正在格利维采基地训练的哈特曼飞到了第布斯特并且连续作了几次飞行表演，在回到了格利维采后基地的指挥官罚他闭门思过一个星期，外加没收九十天里工资的三分之二。当天下午，另外一位驾驶员踏入了本来应由哈特曼驾驶的飞机参加了后半天的训练课程，这架飞机在飞行路程中因为引擎故障而坠毁。此时前线对于新驾驶员的需求越来越大，在完成了所有训练后，哈特曼得到了三天的假期，在维尔他向女友乌尔苏求了婚。

### 第52战斗机联队
离开了维尔的哈特曼乘坐了火车到达了位于华沙南部的克拉科夫基地，当地指挥官只有几架空余的“容克”Ju－87“斯图卡”可让包括哈特曼在内的四名年轻飞行员自己飞去第52战斗机联队。哈特曼的“斯图卡”因为刹车问题不小心撞入司令塔，而另外一架由新人驾驶的“斯图卡”在降落过程中不小心以头着地，基地的指挥官无奈之下只能让他们都乘坐“容克”Ju－52运到各自的部队。
到达“第52战斗机联队”位于迈科普的营地后，哈特曼随即看到一架被高射炮击中冒着浓烟正准备迫降的Bf－109，这架飞机在着陆后撞到周围的摆设发生了火灾，机体里的弹药又在四处乱溅，幸而沃尔特·库宾斯基（Walter Krupinski）从火勢中倖免，但这次火災仍造成不小伤害。
1942年10月10日，哈特曼被派遣到第三大队（III/JG-52）里的第七中队，当时在赫尔伯特斯·冯·柏宁（Hubertus von Bonin）的带领下，队里的风气都转为让得到最多战果的驾驶员在任务中带领整支队伍，而不是以级别区分。
到达第七中队后，他遇见了两位对他影响很大的同事，指挥官爱德华·罗斯曼（Eduard "Paule" Rossmann）与指派给他的后勤师海因茨·莫尔滕斯（Heinz "Bimmel" Mertens）。1942年10月14日，哈特曼和罗斯曼驾驶着各自的Bf－109G4一同参加了第一次任务。在经过十五分钟的飞行后，两人在格罗兹尼和季戈拉附近四千米的高度遇到了七架苏联红军的战斗机和三架正在攻击地面的“伊留申”IL－2“斯特尔莫维克”。哈特曼因為急著获得自己的第一个战果，推高油门冲向敌机，並在二百七十米的距离开火，但可惜的是一发都未能击中敌机，此时敵方已经將他包围，他立即强行俯冲，擺脫敵機追赶，之后又看到一架试图追上他的飞机。在未确认对方的身份前，哈特曼不停變換飛行方式试图擺脫这架飞机，但沒有多久他座機的燃料已经所剩无几，只能选择在三百米的高度迫降，隨后被周围的德国陆军救起送回了自己的营地。
罗斯曼和冯·柏宁严厉斥責他的行为，并且告之后来试图跟着哈特曼的那架单机其实是他們的座機。並做為惩罚，哈特曼被调到后勤组工作了三天。不过在罗斯曼的带领下，哈特曼渐渐学会他的“研究”过程，之後在遇到敌人時，哈特曼都會先认真評估周围的局势，确认能对敵方展開突袭后才會发动进攻。

## 东方前线
1942年11月5日，哈特曼中队的四架飞机在季戈拉周围遇到了十八架IL－2“斯特尔莫维克”和十架为其护航的“拉沃契金”Lagg－3。哈特曼在九十米的距离向对方左翼的一架IL－2发起了攻击，但是他的子弹和航空炮却弹出了“斯特尔莫维克”装甲化的机身。马上，哈特曼把自己拉到了对方身下二百米左右再次开火，这次这架IL－2被击中后开始了起火燃烧，随即发生了爆炸，碎片打到了哈特曼自己的座机身上。来自引擎的浓烟溢到了座舱里，哈特曼被迫再次降落在了草地上，在安全落地后他看到了这架“斯特尔莫维克”冒着浓火坠入了地面成为了他的第一个战果，周围的德国陆军救起了哈特曼并且再次开车把他送回了自己的基地。两天后，他得上了感冒，在四个星期疗养的过程中基本开始确信了自己近距离射击的战术。1943年3月24日，他以击落的五架敌机获得了“二级铁十字勋章”，但还未成为正式的王牌（当时德国空军的王牌门栏是击落十架敌机）。5月25日，因为和一架敌机相撞而再次迫降的哈特曼获得了一个月的休假。到了8月1日，他一共击落了四十六架敌机，并且被京特·拉尔任命为了第九大队（9.Staffel）的指挥官。
1943年8月19日，哈特曼的大队被任命去掩护汉斯·乌尔里希·鲁德尔的Ju－87“斯图卡”攻击队伍。在到达战区后，包括哈特曼在内的八架飞机遇到了四十来架的IL－2“斯特尔莫维克”和同等数量的“拉沃奇金”La－5和“雅克列夫”YAK－9，在成功击落了两架低空的“斯特尔莫维克”后哈特曼的座机突然发生了一次剧烈的爆炸使得飞机的引擎盖被气流吹走，蓝色的浓烟逼迫他迫降在了周围的向日葵草地上。在座舱中试图取走飞机时钟（当时德国空军要求所有的飞行员在迫降后得先带走这类可携带的精密仪器）的时候他看到了一辆慢慢向他开来的德国陆军卡车，起初放下心来的哈特曼渐渐注意到两名下车士兵黄灰色的军装外加亚洲特征后发现了他们是苏联士兵。哈特曼假装自己受到了重伤，两名信以为真的红军士兵把他带到了离迫降地点不远的村庄营地里，而在场的军医也被他的演技信服，哈特曼随即被对方带上了卡车准备运送到后方。在开车的过程中，其中一人被留在了车子后面照看这名俘虏，然而此时几架低头飞过的Ju－87“斯图卡”迫使卡车开始减速停车，哈特曼在看到对方把注意力转向天空的时候用力把这名红军士兵推向了车头，随即跳下了卡车，在另外一人的射击声中消失在了日葵草丛里。此时他的后勤师莫尔滕斯在没看见自己的长官回来后自己带了一把步枪离开了营地试图找寻哈特曼。在草丛中睡了一下午的哈特曼在黑夜的掩饰下独自穿梭在了荒地里，在尾随了一个看似准备袭击德国阵地的红军小分队后终于找到了自己的陆军部队。当时这支部队的士兵一开始怀疑了哈特曼的身份，直到他们的指挥官告诉了他前几天有几位说着德语的苏联士兵潜入了他们的营地。在和地面部队度过的这一夜里，他经历了一场伏击战，在看到这位指挥官告诉自己的士兵“等到对方离自己的距离近到不会击漏时再开火”后发现他们的战术和自己的有多么的相似。次日，莫尔滕斯也回到了基地。

### 橡叶和带剑

哈特曼的红色爱心射箭图案

1943年10月29日，他的战绩达到了150架，荣获了骑士铁十字勋章，他的座机被涂上了女友别名“Ursel”（乌尔苏）的红色爱心射箭图案，而自己的代名为“卡拉雅/甜心一”（Karaya 1）。哈特曼的“卡拉雅一”被苏联空军确认为了就是那位涂着黑色郁金香的“来自南方的黑色魔鬼”后使得有些苏联飞机在注意到这个标志就选择退出战斗。有一段时期他直接把印有郁金香图案的飞机留给了队里的新人，但是只要有这个图案的存在当地的敌人就会常常选择避战使得整个中队的战绩开始下滑，哈特曼最终直接去掉了这个装饰。当时的苏联空军也曾以一万元卢布悬赏了能够击落“黑色魔鬼”的人。在同年的一次空战中，哈特曼在击落了一架格斗技术非常优秀的苏联“雅克列夫”YAK飞机后，开着营地里的一架“菲斯勒”Fi-156“鹳”回到了对方跳伞的地方，两个人笑聊到了各自在这次格斗中的战术，后来这位苏联人被带回到了营地里住了几天后被转送到了总基地。在这段时期由于哈特曼战绩上升的太快导致自己联队里的一些人也曾怀疑了他的报告，为哈特曼担当过僚机的“第七中队”飞行员卡尔·永格（Carl Junger）一次被邀请到“第八中队”里吃饭的时候听到了其中一名叫做弗里德里希·奥布里瑟（Friedrich "Fritz" Obleser）的队员谈到了哈特曼的战绩。在回到了自己的中队后，卡尔把这件事告诉了哈特曼，哈特曼随即让指挥官京特·拉尔把奥布里瑟暂时从“第八中队”调来成为了自己的僚机。在和哈特曼一同参加的两次任务里，奥布里瑟在亲自看到了哈特曼式超近距离的攻击后为哈特曼填写了两份目击证明。在哈尔科夫时，哈特曼侥幸通过了一击使得一支四架在低空飞行惊慌失措的IL－2“斯特尔莫维克”小队全部坠毁在地。
1944年3月2日，他的战绩已经到达了202架，获得了橡叶。次日，“第52战斗机联队”的库宾斯基，格尔哈德·巴克霍隆，约翰内斯·维泽（Johannes Wiese）和哈特曼来到了贝希特斯加登领取各自的殊荣。除了得到带剑的巴克霍隆，其余三人都是橡叶的新得主，但是四个人因为在途中太高兴喝了不少酒导致各个都有些醉醺醺。在正式遇见阿道夫·希特勒前，哈特曼不小心带上了希特勒相对比较大的帽子，使得四人在其后经常开玩笑到“希特勒有只大脑袋”。不过在离开“鹰巢”前，哈特曼记得希特勒当时给他的印象是“一位被一群机会主义者缠绕的理想家”。在斯图加特休息的几天里，他的父亲阿尔弗雷德虽然赞扬了自己儿子的战功，但是老阿尔弗雷德再次明确的告诉了哈特曼这场战争德国必输无疑，并且让他准备好将来去蒂宾根学医。1944年3月18日，哈特曼再次回到了前线，在四月份的任务中他一共击落了九架飞机。7月1日，他击落了职业生涯中的第二百五十架敌机，终于获得了带剑。8月3日，哈特曼见到了刚刚经历了七月二十日密谋案的希特勒，身体状况明显下降的希特勒告诉了这些年轻飞行员战争局势将在奇迹武器的开发下得到好转。

### 钻石

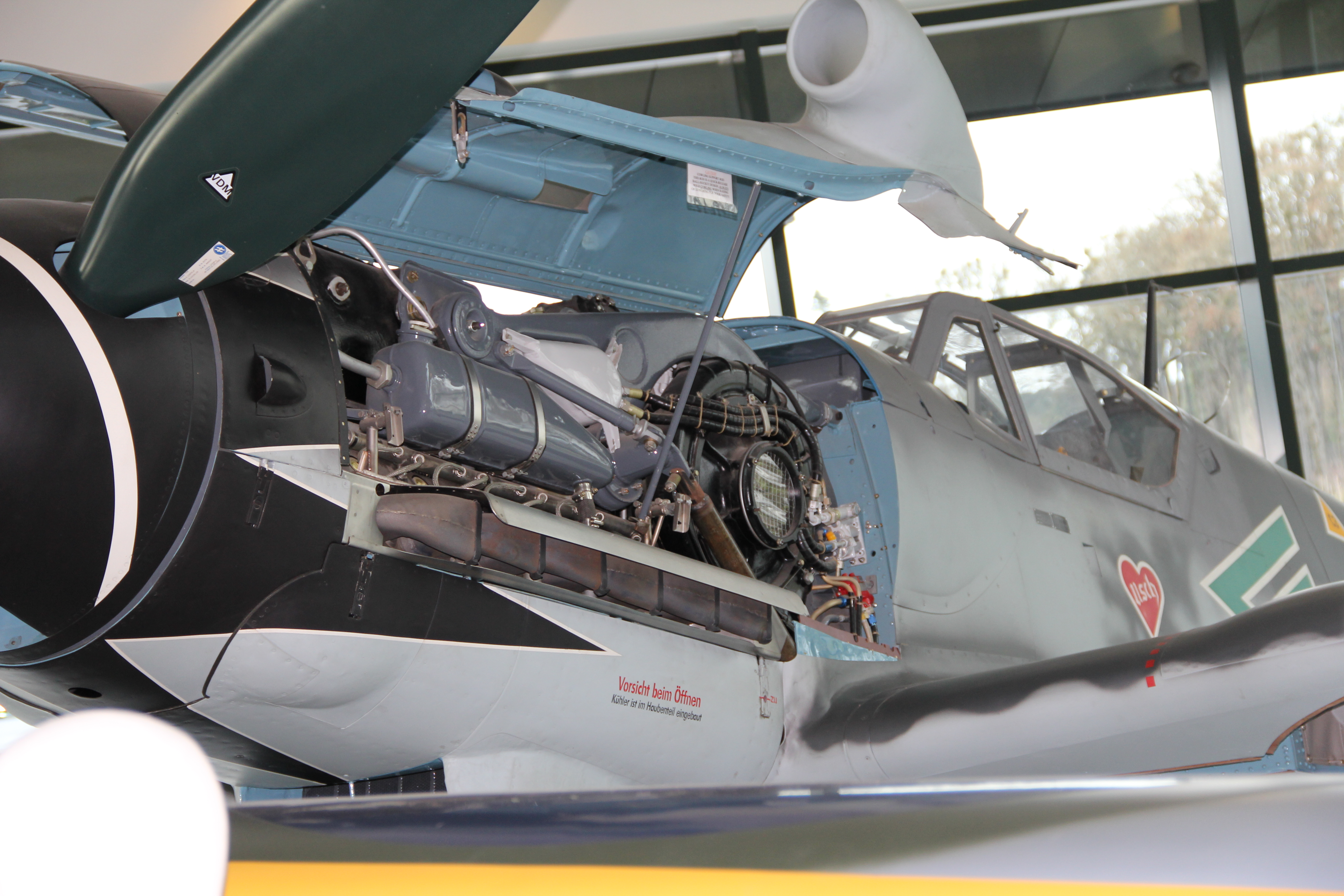
哈特曼的Bf 109戰鬥機

1944年8月23日，哈特曼的战绩到达了二百九十架，正式超越了巴克霍隆，同时也超越了过去任何的战斗机驾驶员。8月24日，他的战果里包括了他击落的第三百架敌机，一架贝尔P－39“空中眼镜蛇”。在第52联队的司令官兼好友迪特里希·赫拉巴克（Dietrich Hrabak）告诉了哈特曼获得“钻石”的电文后，哈特曼第三次也是最后一次去晋见了希特勒。8月24日，在通过为希特勒设置的安全措施中，哈特曼被一位党卫军保安要求交出自己随身佩戴的手枪，他拒绝并说到“请告诉元首，若他对自己的前线军官都不能信任的话，那我就不要勋章了”。最终，曾经见到哈特曼两次的空军上校尼古拉斯·冯·布洛（Nicolaus von Below）准许了哈特曼持枪接见希特勒。 在和希特勒吃饭的过程中，对方告诉了哈特曼“在军事上这场战争已经输了，但是在政治上我们依然留有余地”。在谈话的过程中，哈特曼抱怨到了空军元帅戈林让年轻飞行员在恶劣天气下迎战英美轰炸机的战术和他们缺乏训练的事实，准备离开时的哈特曼也感觉到了这是他最后一次见到希特勒。同时，空军中将阿道夫·加兰德希望他可以加入新组建的训练部队里来，哈特曼出于对“第52联队”的感情而拒绝了对方的要求，在回到了位于巴伐利亚巴特威斯泽（Bad Wiessee）的哈特曼和女友乌尔苏拉结了婚（巴克霍隆也参加了这次军礼式的婚礼）。1945年3月，仍然和第52联队在匈牙利作战的哈特曼接到了调转去勒希菲尔德（Lechfeld）基地接受“梅塞施密特”Me－262喷气机训练的命令。在这里加兰德再次希望哈特曼能够加入由海因里希·巴尔（Heinrich Baer）指挥的第44战斗团（Jagdverband 44）里来，哈特曼在再次婉拒了之后重新回到了东方前线。

### 野马
1944年6月23日，当时还在罗马尼亚的哈特曼在八千五百米左右的高空遇到了几支美国陆军航空队的北美航空P－51“野马”小队，在通过了几次他经典的一百米距离内突袭后击落了四架P－51。在此后几天的任务中，哈特曼又击落了一架“野马”，不过在这次任务中他被八架P－51追尾，感谢对方依旧不成熟的射击和自己的飞行技术，哈特曼在汽油差点用完前跳了伞，而追赶他的八架“野马”在他的周围作了几次手势后离开了战场。目前驻扎在捷克斯洛伐克的“第52联队”遇到了更多的“野马”，部队里部分缺乏“水甲醇紧急推力装置”（Methanol-Wasser 50）的Bf－109以很难跟上对方的速度。在一次拦截准备袭击布拉格周围的苏联“道格拉斯”A-20“波士顿”，“佩特利亚科夫”Pe－2外加为其护航的“雅科夫列夫”YAK-11和P－39“空中眼镜蛇”的任务中，哈特曼在四千米的高度注意到了几架美国的P－51“野马”在没看到自己的情况下飞到了苏联中队的上空。哈特曼在高速俯冲的过程中成功击落了两架“野马”并且击伤了几架“波士顿”。在受到了不知来自哪里的攻击后，在场苏联空军的“雅科”与“空中眼镜蛇”和美国陆军航空队的几架剩下的“野马”开始了缠斗。早已在地面的掩饰下高速离开的哈特曼和他小队的四架飞机转过头来看到了三架被击中着火的YAK－11和一架被击伤漏油的“野马”。

## 投降
1945年4月4日，哈特曼的战绩达到了351架。1945年5月8日，哈特曼参加了他的最后一次任务，他在布尔诺周围突袭击落了一架“雅科夫列夫”YAK-7达到了最终的第352架战果，此时周围出现了十二架美国的“野马”，哈特曼在成功低空逃离后再次看到了苏联的“雅科”和“野马”之间开始了缠斗。回到了基地的哈特曼收到了来自空军高层让他和联队司令官赫尔曼·格拉夫（Hermann Graf）两位得到“鑽石”的人飞到西侧多特蒙德向英军投降的命令，两人在考虑了基地内的平民与军人家属后决定和他们一同向周围的美军部队投降。部队里剩下的二十五架飞机由地勤人员负责全部销毁后，哈特曼和格拉夫在皮赛克（Písek）正式向美军“第十六装甲师”（16th Armored Division）投了降。然而按照了“同盟国”之间的协议，捷克斯洛伐克原本应该由苏联负责解放，所有位于比尔森以东被俘虏的德军都应交给苏联地面部队，最终两人还是被转交给了苏军。

### 苏联监狱：十年黑牢
1945年12月24日，在苏联当局管制下的哈特曼给家人写了第一份信件。同时在这段时期内务人民委员部又连续对他作了多次的审讯，其中包括了最初对于“梅塞施密特”Me－262的技术性逼问，为东德空军工作的要求和让他承认自己的战争罪行等。1949年12月，苏联法庭以哈特曼击落了345架昂贵的本国飞机，袭击当地的面包工厂和杀害妇女与儿童等罪行判处了他25年的劳役。哈特曼在服刑期间，他生死都沒見過一面的長子於1948年不幸夭折（出生時，他人己在戰俘營），還发生了多次小规模的叛乱，最嚴重的一次在沙赫特的监狱中不少俘虏因为哈特曼投诉了劳动环境被监禁而绑架了营地的哨兵队。在哈特曼的解调下这次事件才未擴大，但是他也被调转到了另外一个战俘营。1951年4月28日，他的母亲伊丽莎白尝试了写信给约瑟夫·斯大林请求这位苏联领导人释放自己的儿子。1952年，他的父亲老阿尔弗雷德去世。1954年，西德的经济走上了高速发展的轨道，当时的总理康拉德·阿登纳在亲自回复了伊丽莎白的信件后，并开始为换回不少在第二次世界大战中被遗留下来的俘虏与苏联开始了外交和贸易谈判。身为提前释放的战俘之一，哈特曼被告知可以领取全新的衣裳并且准备好自己的行李，监狱的指挥官与每个人握了手后祝了他们各自好运。1955年10月15日，哈特曼重新回到了阔别十年的祖国，在波昂機場受到了英雄式的歡迎。1955年11月，他和乌尔苏进行了一次教堂式的婚礼。1956年底，早已33岁的哈特曼已无法像父亲和弟弟那样重新开始接受医学培训课程，在库宾斯基，巴克霍隆，拉尔和以前的长官约翰内斯·施坦因霍夫的劝说下决定加入了全新的联邦德国空军。

## 战后生涯

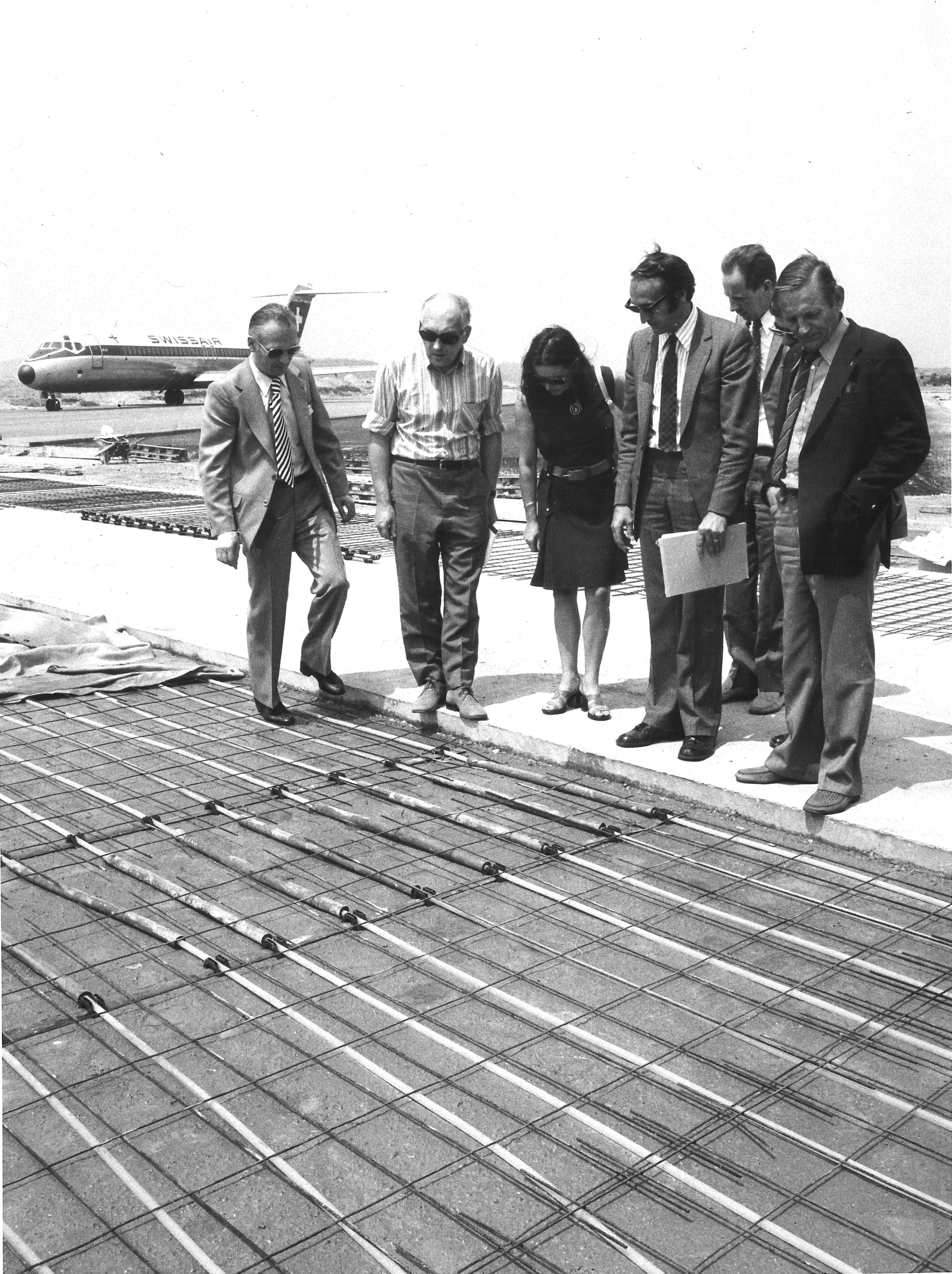
1972年哈特曼作為諮詢專家參觀蘇黎世機場

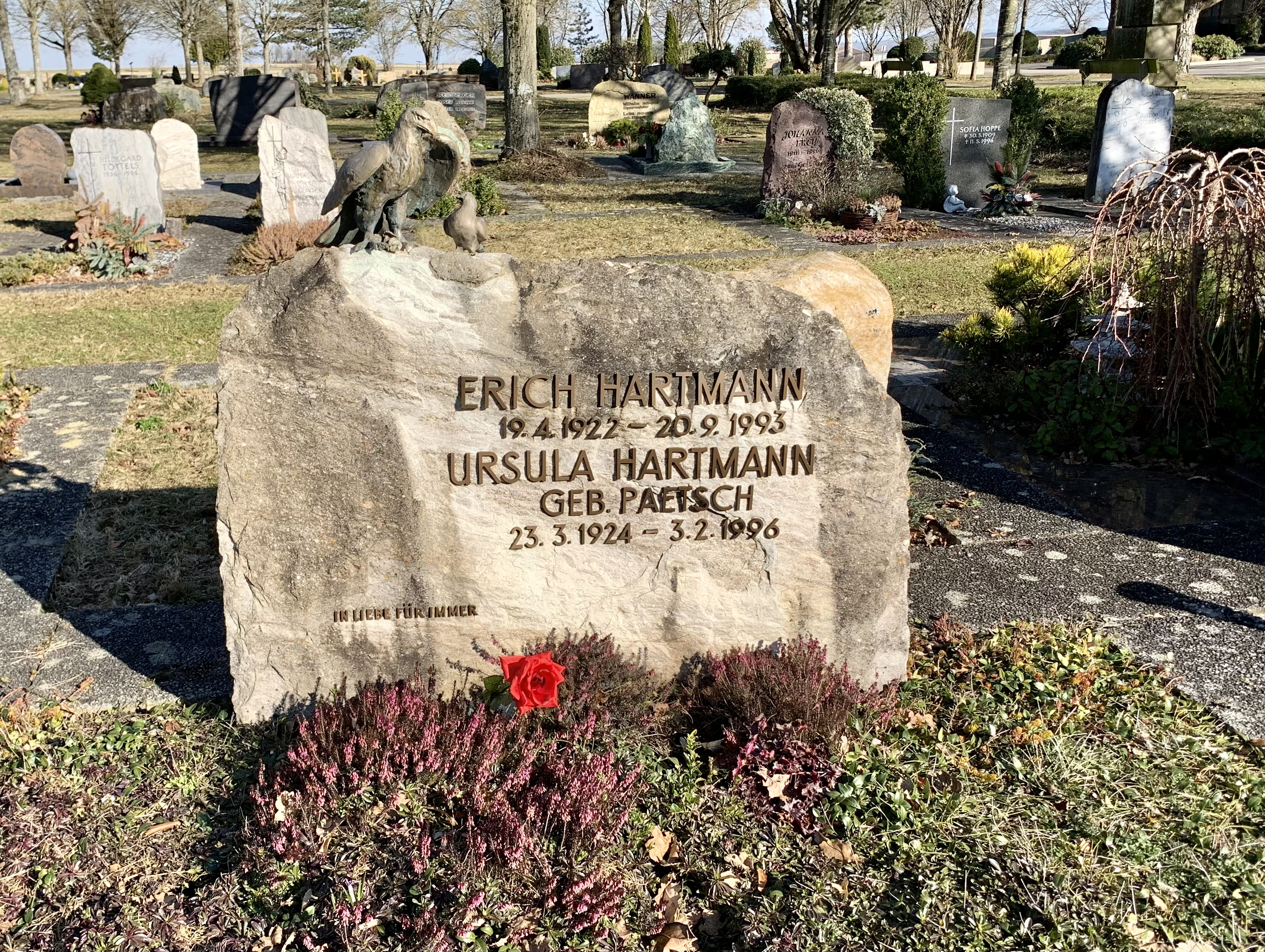
哈特曼夫妻合葬墓

1956年，哈特曼重新加入的空军已经是一支完全不同的军队，新组建的空军内部出现了或多或少的政治党派分歧，原本以为会加入基督教民主主义派的哈特曼最后选择了不加入任何的政治组织。1957年，哈特曼调赴美國亚利桑那的卢克空军基地（Luke AFB）接受洛克希德T-33流星式教练机和北美航空F-86军刀式战斗机的训练，当时美国空军宛如过去德国空军那样的士气和精神给他留下了深刻的印象。在美国训练期间的哈特曼独自来到了内华达的内利斯空军基地考察了洛克希德F-104“星式战斗机”，最后得出结论这种复杂的战斗机还不适应目前经验尚且不足的联邦德国空军。事后证明他是对的，在往後十年內 该型飞机因各种飞航意外，一共损失了1百余架，可见其眼光獨到。哈特曼在回到德国后担任了第七十一里希特霍芬战斗机联队（JG 71）的首任联队长（Kommodore），装备了由加拿大康纳戴尔（Canadair）生产的“北美航空”F-86MK.VI“軍刀”，不少机体都上过去的黑色郁金香图案。1968年，哈特曼晉升上校，同时又极力反对了引进F-104“星式战斗机”。曾经因为忘记更新飞行执照遭受德國空军高层的起诉，虽然最后军事法庭赦免他的责任，但是前德國空军总监维尔纳·帕尼兹基（Werner Panitzki）中将曾说到“（哈特曼）是个好飞行员，但不是个好军官”。1970年9月30日，哈特曼以上校军阶提前退伍。退役后的哈特曼参加了不少飞行集会，作为了联邦航空局（FAA）在巴登－符腾堡的代表，也和加兰德一起参加了几次飞行表演。1993年9月20日，埃里希·哈特曼在位于维尔·伊姆·舒布赫的家中逝世，享年71岁。他的墓是经过特別设计的，是个与夫人的合葬墓，墓後有塊巨石，石上有一隻收起翅膀的鷹，鷹首朝下直視著哈特曼的墓碑，以对此人傳奇性的一生表达敬意。1997年1月，苏联的合法继承者俄罗斯联邦政府，以當年苏联審判非法为由，正式撤销對哈特曼的所有战争罪行。

### 文獻
- Barbas, Bernd.  [The History of 2nd Group of Fighter Wing 52]. Eutin, Germany: Struve-Druck. 2005. ISBN 978-3-923457-71-7 （德语）.
- Barbas, Bernd.  [The History of 3rd Group of Fighter Wing 52]. Eutin, Germany: Struve-Druck. 2010. ISBN 978-3-923457-94-6 （德语）.
- Berger, Florian.  [With Oak Leaves and Swords. The Highest Decorated Soldiers of the Second World War]. Vienna, Austria: Selbstverlag Florian Berger. 1999. ISBN 978-3-9501307-0-6 （德语）.
- Bergström, Christer. . Burgess Hill: Chevron/Ian Allan. 2007. ISBN 978-1-903223-88-8.
- Bergström, Christer. . Burgess Hill: Classic Publications. 2008. ISBN 978-1-903223-91-8.
- Braatz, Kurt.  [Walter Krupinski – Fighter Pilot, Secret Agent, General]. Moosburg, Germany: NeunundzwanzigSechs Verlag. 2010. ISBN 978-3-9811615-5-7 （德语）.
- Brown, Ashley; Reed, Jonathan. . Harrisburg: National Historical Society. 1988. ISBN 0-918678-39-0.
- Corum, James. . Air Power History (Air Force Historical Foundation). 2003, 50 (2).
- Deac, Wil. Boyne, Walter J. , 编. . WWII Air War, The Men, The Machines, The Missions. Stamford, Connecticut: Cowles Enthusiast Media. 1998. ISBN 978-1-55836-193-5.
- Fellgiebel, Walther-Peer.  [The Bearers of the Knight's Cross of the Iron Cross 1939–1945 — The Owners of the Highest Award of the Second World War of all Wehrmacht Branches]. Friedberg, Germany: Podzun-Pallas. 2000 [1986]. ISBN 978-3-7909-0284-6 （德语）.
- Fraschka, Günther.  [With Swords and Diamonds—The Bearers of the Highest German Award for Bravery] 11. Munich, Germany: Universitas. 2002 [1977]. ISBN 978-3-8004-1435-2.
- Hartmann, Ursula; Jäger, Manfred. . Atglen, Pennsylvania: Schiffer Publishing. 1992. ISBN 978-0-88740-396-5.
- Harvey, Arnold D. . Air Power History (Air Force Historical Foundation). Spring 2012, 59 (1).
- Harvey, Arnold D. . Air Power History (Air Force Historical Foundation). 2018, 65 (1).
- Horvath, Daniel; Horvath, Gabor. . Helion & Company. 2022. ISBN 978-1-915070-87-6.
- Kaplan, Philip. . Auldgirth, Dumfriesshire, UK: Pen & Sword Aviation. 2007. ISBN 978-1-84415-460-9.
- Maerz, Dietrich.  [The Knight's Cross of the Iron Cross and its Higher Grades]. Richmond, Michigan: B&D Publishing. 2007. ISBN 978-0-9797969-1-3 （德语）.
- Mathews, Andrew Johannes; Foreman, John. . Walton on Thames: Red Kite. 2015. ISBN 978-1-906592-19-6.
- Mitcham, Samuel; Mueller, Gene. . Lanham, MD: Rowman & Littlefield. 2012. ISBN 978-1-44221-153-7.
- Laura Notheisen.  [So was the German Landser: The popular culture and popular history representation of the Wehrmacht]. H-Soz-Kult. 31 January 2017  [12 March 2016]. （原始内容存档于2017-04-24） （德语）.
- Obermaier, Ernst.  [The Knight's Cross Bearers of the Luftwaffe Fighter Force 1939 – 1945]. Mainz, Germany: Verlag Dieter Hoffmann. 1989. ISBN 978-3-87341-065-7 （德语）.
- Patton, James. . Airpower Journal (Air University Press). Spring 1991, V (I): 4–17.
- Patzwall, Klaus D.; Scherzer, Veit.  [The German Cross 1941 – 1945 History and Recipients Volume 2]. Norderstedt, Germany: Verlag Klaus D. Patzwall. 2001. ISBN 978-3-931533-45-8 （德语）.
- Patzwall, Klaus D.  [The Honour Goblet for Outstanding Achievement in the Air War]. Norderstedt, Germany: Verlag Klaus D. Patzwall. 2008. ISBN 978-3-931533-08-3 （德语）.
- Prien, Jochen.  [Ace of Spades: History of the Fighter Wing 53 – 3 – The End in Italy 1944, Romania, Hungary 1944/45, Defense of the Reich 1943–1945]. Eutin, Germany: Struve-Druck. 1991. ISBN 978-3-923457-16-8 （德语）.
- Prien, Jochen; Stemmer, Gerhard; Rodeike, Peter; Bock, Winfried.  [The Fighter Units of the German Air Force 1934 to 1945—Part 9/II—From the 1942 Summer Campaign to the Defeat at Stalingrad—1 May 1942 to 3 February 1943]. Eutin, Germany: Struve-Druck. 2006. ISBN 978-3-923457-77-9 （德语）.
- Prien, Jochen; Stemmer, Gerhard; Rodeike, Peter; Bock, Winfried.  [The Fighter Units of the German Air Force 1934 to 1945—Part 12/II—Action in the East—4 February to 31 December 1943]. Eutin, Germany: Buchverlag Rogge. 2012. ISBN 978-3-942943-05-5 （德语）.
- Prien, Jochen; Stemmer, Gerhard; Balke, Ulf; Bock, Winfried.  [The Fighter Units of the German Air Force 1934 to 1945—Part 15/II—Action in the East—1 January to 31 December 1944]. Eutin, Germany: Buchverlag Rogge. 2022. ISBN 978-3-942943-28-4 （德语）.
- Rall, Günther. Braatz, Kurt , 编.  [Günther Rall: My Flight Book—Recollections 1938–2004]. Moosburg, Germany: NeunundzwanzigSechs Verlag. 2007. ISBN 978-3-9807935-3-7 （德语）.
- Reynolds, Clark. . Altville am Rhein: Time-Life Books/Bechtermünz Verlag GmbH. 1982. ISBN 978-3-86047-050-3 （德语）.
- Scherzer, Veit.  [The Knight's Cross Bearers 1939–1945 The Holders of the Knight's Cross of the Iron Cross 1939 by Army, Air Force, Navy, Waffen-SS, Volkssturm and Allied Forces with Germany According to the Documents of the Federal Archives]. Jena, Germany: Scherzers Militaer-Verlag. 2007. ISBN 978-3-938845-17-2 （德语）.
- Schreier, Hans.  [JG 52 The Most Successful Fighter Wing of World War II]. Berg am See: K. Vowinckel. 1990. ISBN 978-3-921655-66-5 （德语）.
- Smelser, Ronald; Davies, Edward J. . New York: Cambridge University Press. 2008. ISBN 978-0-521-83365-3.
- Spick, Mike. . New York: Ivy Books. 1996. ISBN 978-0-8041-1696-1.
- Spick, Mike. . Maryland: Naval Institute Press. 1988. ISBN 978-0870210020.
- Stockert, Peter.  [The Oak Leaves Bearers 1939–1945 Volume 5]. Bad Friedrichshall, Germany: Friedrichshaller Rundblick. 2007. OCLC 76072662 （德语）.
- Sullivan, Robert. . Aerospace Historian (Air Force Historical Foundation). 1976, 23 (3).
- Thomas, Franz.  [The Oak Leaves Bearers 1939–1945 Volume 1: A–K]. Osnabrück, Germany: Biblio-Verlag. 1997. ISBN 978-3-7648-2299-6 （德语）.
- Thompson, J. Steve; Smith, Peter C. . Hersham, Surrey, UK: Ian Allan Publishing. 2008. ISBN 978-1-903223-98-7.
- Toliver, Raymond; Constable, Trevor. . United States of America: Aero. 1970. ISBN 978-0-8168-4188-2.
- Tillman, Barrett. . Flight Journal. August 2006, 11 (4).
- Wagenlehner, Günther.  [The Russian Efforts to Rehabilitate the 1941–1956 Persecuted German Citizens]. Bonn, Germany: Historisches Forschungszentrum. 1999  [2024-03-24]. ISBN 978-3-86077-855-5. （原始内容存档于2024-06-13） （德语）.
- Weal, John. . Aircraft of the Aces 37. Oxford, UK: Osprey Publishing. 2001. ISBN 978-1-84176-084-1.
- Weal, John. . Aviation Elite Units 15. Oxford, UK: Osprey Publishing. 2004. ISBN 978-1-84176-786-4.
- Williamson, Gordon; Bujeiro, Ramiro. . Oxford, UK: Osprey Publishing. 2004. ISBN 978-1-84176-641-6.
- Zabecki, David T. (编). . Santa Barbara, California: ABC-Clio. 2014. ISBN 978-1-59884-980-6.
- Zabecki, David T. (编). . Santa Barbara, California: ABC-Clio. 2019. ISBN 978-1-44-086918-1.
- Zegenhagen, Evelyn. . German Studies Review (The Johns Hopkins University Press/German Studies Association). 2007, 30 (3): 579–596. JSTOR 27668374.
- [A Beautiful Death – For the Fatherland?]. Der Spiegel. No. 35. 1982  [18 June 2013]. （原始内容存档于2018-10-27） （德语）.
- . Bundeswehr.   [4 February 2019]. （原始内容存档于4 February 2019） （德语）.
- [The "grey-red Baron" flies over Wittmund]. Bundeswehr.   [4 February 2019]. （原始内容存档于5 February 2019） （德语）.
- . leo-bw.de.   [17 February 2019]. （原始内容存档于2022-05-15）.